# Josefa Tito Recalde
Pour les articles homonymes, voir Tito et Recalde.
Josefa Tito Recalde, née à Saint-Sébastien en 1802 et morte en 1858 dans cette même ville, est une femme d'affaires espagnole, pionnière dans la fabrication industrielle de savon.

## Biographie
Elle gère, au xixe siècle, sa fabrique de savon au Pays basque.
Elle est l'une des grandes femmes d'affaires de la Guipuscoa.